# Sade Daal
Sade Daal (30 september 1988) is een Surinaams zwemster.
Met een leeftijd van slechts 15 jaar was ze de jongste van de vier sporters die voor Suriname uitkwamen op de Olympische Spelen van 2004 in Athene. Daal kwam uit op het onderdeel 50 meter vrije slag. Haar tijd van 29,27 seconde was niet goed genoeg om door te kunnen naar de halve finale. Van de 73 zwemsters die uitkwamen op dit onderdeel haalde ze de 54e plaats.